# Boisdinghem
Boisdinghem település Franciaországban, Pas-de-Calais megyében. Lakosainak száma 255 fő (2022. január 1.). Boisdinghem Moringhem, Quelmes és Acquin-Westbécourt községekkel határos.

## Népesség
A település népességének változása:
| Lakosok száma | 241  | 245  | 255  | 249  | 247  | 245  | 244  | 250  | 255  |
|               | 2013 | 2015 | 2016 | 2017 | 2018 | 2019 | 2020 | 2021 | 2022 |